# Polyura jovis
Polyura jovis är en fjärilsart som beskrevs av Otto Staudinger 1895. Polyura jovis ingår i släktet Polyura och familjen praktfjärilar. Inga underarter finns listade i Catalogue of Life.